# C62ニセコ号
C62ニセコ号 （シーろくじゅうにニセコごう）とは、北海道旅客鉄道（JR北海道）の函館本線小樽駅 - ニセコ駅（当初は倶知安駅）間にて1988年（昭和63年）4月29日から1995年（平成7年）11月3日まで運行されていた、蒸気機関車 (SL) 牽引による臨時快速列車である。

## 概要
C62 3+スハ43系客車5両の編成で、鉄道事業者ではなく、北海道小樽市に本部を置き設立した民間団体「北海道鉄道文化協議会」（鉄文協）が、一般個人や企業からの寄付を受けてSLの動態復元・検査や列車の運転資金をまかない、鉄文協のボランティアが車内清掃や車内案内などを行うという形態で運行された。
産業文化財の保存を目指し、いたずらに華美な装飾を施したり、特別な車両を用いたりすることなく、極力現役時代の列車を再現する方針がとられた。
しかし、バブル崩壊で企業からの協賛金が減少することで、SLの全般検査の資金が確保できないことが判明した上、運行に必要な費用の確保もままならなくなった。このため、鉄文協では1995年度に行う10日間の運行をもって運行を終了することが決定され、同年11月3日が最終運行日となった。1996年（平成8年）3月に鉄文協も解散した。
その後JR北海道は、自社の手により1999年（平成11年）にSLの動態保存と列車の運行を再開したが、SLは小型で維持費用も安いタンク式のC11形となった。
そして、今現在は復元を行った札幌苗穂工場内の北海道鉄道技術館に静態保存され、毎年行われる苗穂工場一般公開時にディーゼル機関車に牽引され構内を往復している。

## 停車駅
小樽駅 - 余市駅 - 仁木駅 - 小沢駅 - 倶知安駅 - ニセコ駅
当初の運行区間は小樽 - 倶知安間で、1990年（平成2年）5月3日以降の運行区間は小樽 - ニセコ間となった。午前中に小樽駅を出発し、午後に同駅へ戻るダイヤとなっており、全区間の所要時間は約2時間であった。
この区間は札幌 - 長万部間にある2つのルートのうち「山線」と呼ばれる区間で、1971年（昭和46年）までは「C62ニセコ号」と同様、C62形がスハ45形やスハフ44形などを牽引する急行「ニセコ」が運行されていた。

## 使用車両
編成は以下のとおり。ニセコ方が1号車。全車普通車・指定席。
- 1号車 - スハフ44 7（座席車）
- 2号車 - スハフ44 27（座席車）
- 3号車 - スハシ44 1（カフェカー：スハフ44 2改造）
- 4号車 - スハフ44 11（座席車）
- 5号車 - スハフ44 6（座席車）

C62 3は、小樽市の北海道鉄道記念館の静態保存機であったものが苗穂工場で修復され、1988年（昭和63年）3月3日付で車籍復活（復籍）したものである。
客車5両は国鉄時代から使用され、保留車としてJR北海道に承継されたものである。塗装は従来の青15号のままとされた。編成中間に連結される1両はカフェカーとなり、レトロ調のカフェを設置し、主要スポンサーでもあったUCC上島珈琲のコーヒーが販売された。SL・客車ともにカフェ部分以外は大きく手を加えられなかった。
SL・客車ともすべて1996年（平成8年）11月8日付で廃車となった。C62 3は北海道鉄道技術館で静態保存されている。スハフ44 6・7は北海道ワイン株式会社で保存されている。スハフ44 11・27はユニトピア川端パークゴルフ場のレストハウスとして使用されていたが、現在は同ゴルフ場が閉鎖したことにより、その跡地に放置されている。スハシ44 1は1999年（平成11年）に再整備のうえ復籍し、同年5月1日から「SLすずらん号」で使用されるようになった。

## ヘッドマーク
通常、ヘッドマークは使用されなかったが、下記の2種類のヘッドマークが使用されたことがあった。
- 1988年（昭和63年）7月26日、ニセコの風景が描かれており、「SLC62 ニセコ」と横書きで書かれたヘッドマークを装着して運行された。
- 1989年（平成元年）12月3日、鉄道友の会エバーグリーン賞を受賞し、記念ヘッドマークを装着して運行された。1995年（平成7年）11月2日の運行でも同じヘッドマークを装着して運行された。

## 登場する作品
- コロポックル（花輪和一）
- 「C62ニセコ」殺人事件（西村京太郎）
- 『さすらい刑事旅情編』シリーズ